# Кечмания 30
„Кечмания 30“ (на английски: WrestleMania XXX, WrestleMania 30) е турнир на Световната федерация по кеч.
Турнирът е pay-per-view и се провежда на 6 април 2014 г. на „Мерцедес-Бенц-Арена“.

## Резултати
| #           | Мач | Правила | Време |
| ----------- | --- | --- | ----- |
| Преди шоуто | Братята Усо победиха Истинските Американци (Антонио Сезаро и Джак Суагър) (със Зеб Колтър), Райбаксел (Райбек и Къртис Аксел) и Лос Матадорес (Епико и Примо) | Елиминационен отборен мач за Отборните титли                                                                         | 16:13 |
| 1           | Даниел Брайън победу Трите Хикса (със Стефани Макмеън) | Сингъл мач Победителят влиза в мача за Световната титла в тежка категория на Федерацията между Ранди Ортън и Батиста | 26:01 |
| 2           | Щитът победи Ню Ейдж Разбойниците и Кейн | Отборен мач между 6-мъже                                                                                             | 2:56  |
| 3           | Антонио Сезаро елиминира последен Грамадата | Паметен трофей на Андре Гиганта с 31-мъже                                                                            | 13:25 |
| 4           | Джон Сина победи Брей Уаят (с Люк Харпър и Ерик Роуън) | Сингъл мач | 22:25 |
| 5           | Брок Леснар с (Пол Хеймън) победи Гробаря | Сингъл мач | 25:13 |
| 6           | Ей Джей Лий победи Аксана, Алиша Фокс, Бри Бела, Ники Бела, Камерън, Ема, Ива Мари, Лейла, Наоми, Наталия, Роса Мендес, Съмър Рей и Тамина Снука              | 14-диви мач за Титлата при дивите                                                                                    | 6:48  |
| 7           | Даниел Брайън победи Батиста и Ранди Ортън (c) чрез предаване                                                                                                 | Мач тройна заплаха за Световната титла в тежка категория на Федерацията. Мач без дисквалификация.                    | 23:20 |